# Walkman

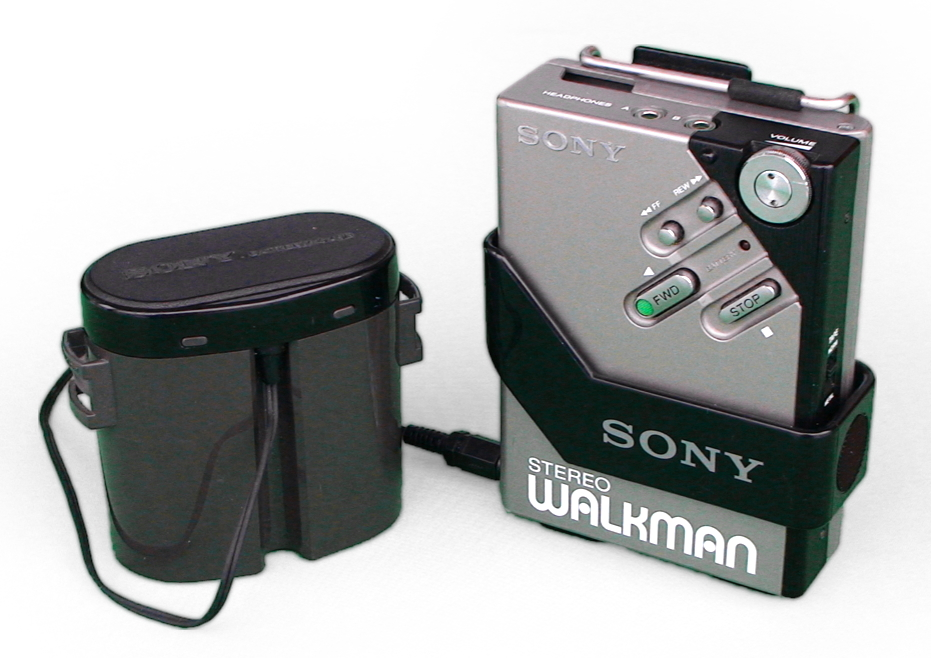
Sony Walkman WM-2, el model que es va vendre millor (1981)

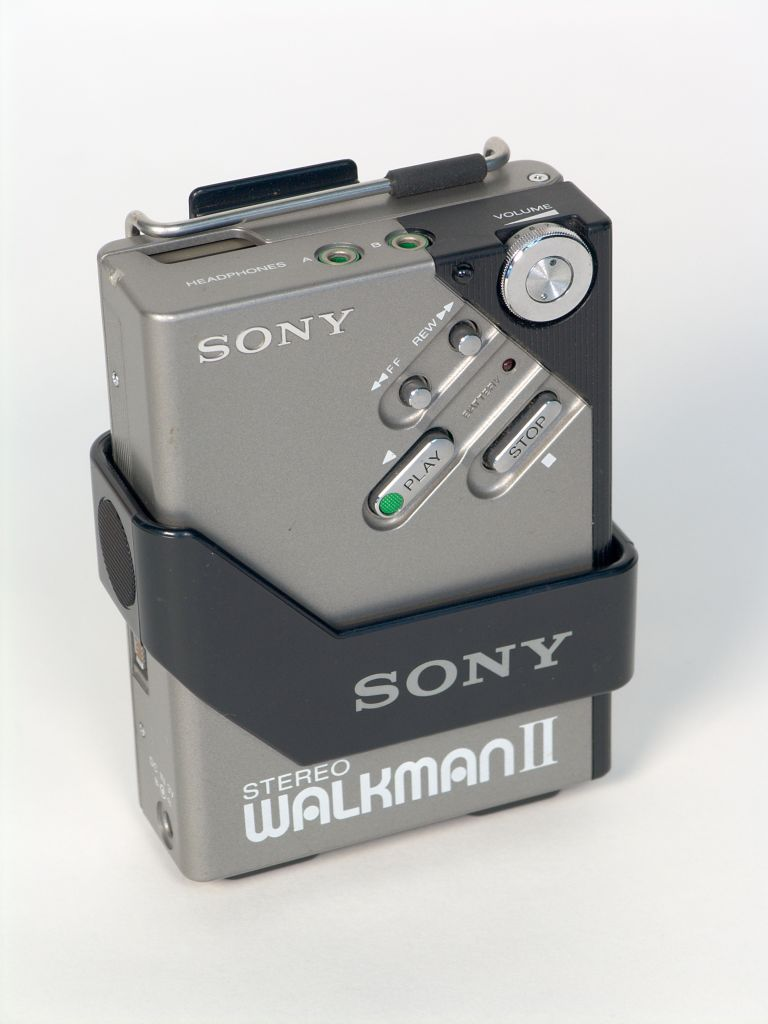
Walkman II

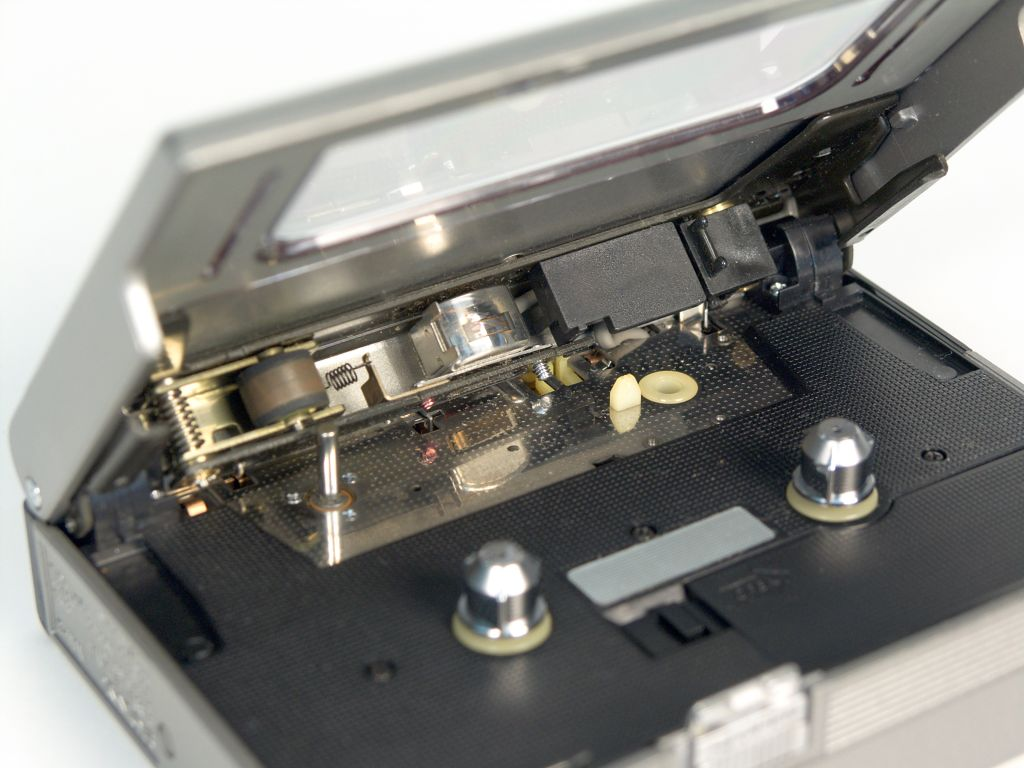
Interior d'un Walkman II

Walkman és una marca registrada de Sony originalment i popularment usat com a nom per referir-se als reproductors portàtils de cassets sobretot als anys 80. El 2010, la marca va ser usada com a una línia de reproductors d'àudio i vídeo. També ho va ser d'alguns models de mòbil.
El Walkman original va introduir un canvi important en els hàbits de consum de música permetent a la població portar música gravada en cassets i poder-la escoltar amb uns auriculars a tot arreu. Les persones que posseïen un Walkman podien convertir temps mort, per exemple el de desplaçament a la feina, en temps de gaudi, afegint música al seu entorn. La personalització i la privacitat oferts pels Walkmans va portar-los a esdevenir un èxit.
El Walkman permetia obtenir qualitat de so, a través d'auriculars estèreos, similar a la d'un equip fix, sense ser tan voluminós. L'àmplia difusió del walkman també va canviar radicalment el negoci dels vells tocadiscs i va donar el primer cop al disc de vinil, ja que el casset era més fàcil de reproduir i més barat.
El prototip va ser construït el 1978 per l'enginyer Nobutoshi Kihara per a Masaru Ibuka co-fundador de Sony. Ibuka volia ser capaç d'escoltar òperes durant els seus freqüents viatges d'avió trans-pacífics, i va presentar la idea a Kihara. La idea original per a un reproductor de música portable s'acredita a l'inventor brasiler-alemany Andreas Pavel. El primer Walkman va ser comercialitzat el 1979 al Japó, utilitzant el nom Walkman. A partir del 1980 també va ser conegut a molts països, incloent els EUA, amb el nom de "Soundabout", també "Freestyle" a Suècia i "Stowaway" al Regne Unit. Sony va vendre milions d'unitats, tot i que quan va aparèixer el primer model el 1979, TPS-L2, pocs es podien permetre comprar-ne un, a causa del seu elevat preu.
Posteriorment incorporaria cap a 1984 un sintonitzador de ràdio AM/FM (acceptaria cintes de bromur de dioxigen, amb sistema de reducció de sorolls Dolby B i equalitzador de 5 bandes, el 1989, i autorevers cap al 1993) d'aquesta manera progressivament es va anar fent més sofisticat i complet.
Posteriorment es va emprar el Disc Compacte o Compact Disc com a font per a reproduir la música. Aquest Walkman es va conèixer com a Discman, a finals dels anys 90 es va millorar el disseny per a que no s'interrompés la música després d'una sacsejada accidental.
Els noms "Walkman", "Pressman", "Watchman", "Scoopman", "Discman", i "Talkman" són marques de Sony i s'han usat per a una amplia gamma de dispositius d'entreteniment portàtil fabricats per l'empresa. El nom "Walkman" va ser basat en el seu precursor, el "Pressman", un gravador de cintes.
També existeixen Walkman amb DAT, amb MiniDisc, i els més moderns amb targetes o memòries Flash integrades, però aquests últims tot i ser indiscutiblement superiors tecnològicament parlant, no emulen encara la versatilitat del mític Walkman de casset, en no tenir una ràdio AM/FM que permetria als seus usuaris disposar de gran varietat de programació a més de la música enregistrada.

## Controvèrsia
A Andreas Pavel, inventor alemany-brasiler, se li atribueix la invenció del primer reproductor d'àudio estèreo portàtil el 1972. Pavel va estudiar filosofia i va participar en diversos moviments intel·lectuals i creatius, era un gran amant de la música i el fet que es desplacés constantment el va portar a idear el seu "cinturó estèreo". Durant la dictadura militar es va exiliar a Europa, va intentar vendre la seva idea a diverses empreses però aquestes no van veure la seva idea amb bons ulls i Pavel va acabar patentant el seu invent.
Sony va començar negociacions amb Pavel sobre la propietat intel·lectual de la invenció, i va reconèixer, el 1986, que li serien pagades regalies pel seu invent, sense reconèixer-se la propietat intel·lectual. Curiosament, segons van explicar els fundadors de Sony, la seva creació es va deure al fet que en un calorós matí de 1979, a Masaru Ibuka (un dels fundadors de Sony) li van entrar ganes d'escoltar música mentre corria, de manera que immediatament va buscar la forma de fer realitat aquest desig. Per a això, va extreure el circuit d'enregistrament d'un magnetòfon i va col·locar un amplificador estèreo amb uns cascos. Però en el llibre autobiogràfic Made in Japan que Akio Morita va publicar el 1986, diu:
"La idea va prendre forma quan, un dia, Ibuka va entrar a la meva oficina amb un dels nostres gravadors estereofònics portàtils de cinta i un parell dels nostres auriculars de mida normal. Tenia aspecte desgraciat i es queixava pel pes dels aparells. Li vaig preguntar què tenia al cap i llavors em va explicar: "M'agrada escoltar música, però no vull molestar els altres. No puc estar assegut aquí tot el dia al costat del meu equip estereofònic. La meva solució és portar la música amb mi, però l'equip és massa pesat. (...) La queixa d'Ibuka em va posar en moviment: els vaig demanar als nostres enginyers que prenguessin un dels nostres fiables gravadors de cinta en casset, li trauran el circuit d'enregistrament i l'altaveu, i el substituïssin per un amplificador estereofònic. Vaig dissenyar els altres detalls que volia, entre els quals figuraven auriculars molt lleugers. Aquests van resultar ser una de les peces més importants del projecte Walkman. "
Amb el pas dels anys Sony va canviar la seva versió al 2005, després de la mort d'Akio Morita, en un judici a Gran Bretanya on Andreas Pavel exigia ser reconegut com l'inventor original de l'aparell. Després d'aquest judici, Sony va acceptar pagar a Pavel els drets que li corresponien i regalies per la invenció, en una xifra que no va ser divulgada.

## Últimes edicions i models

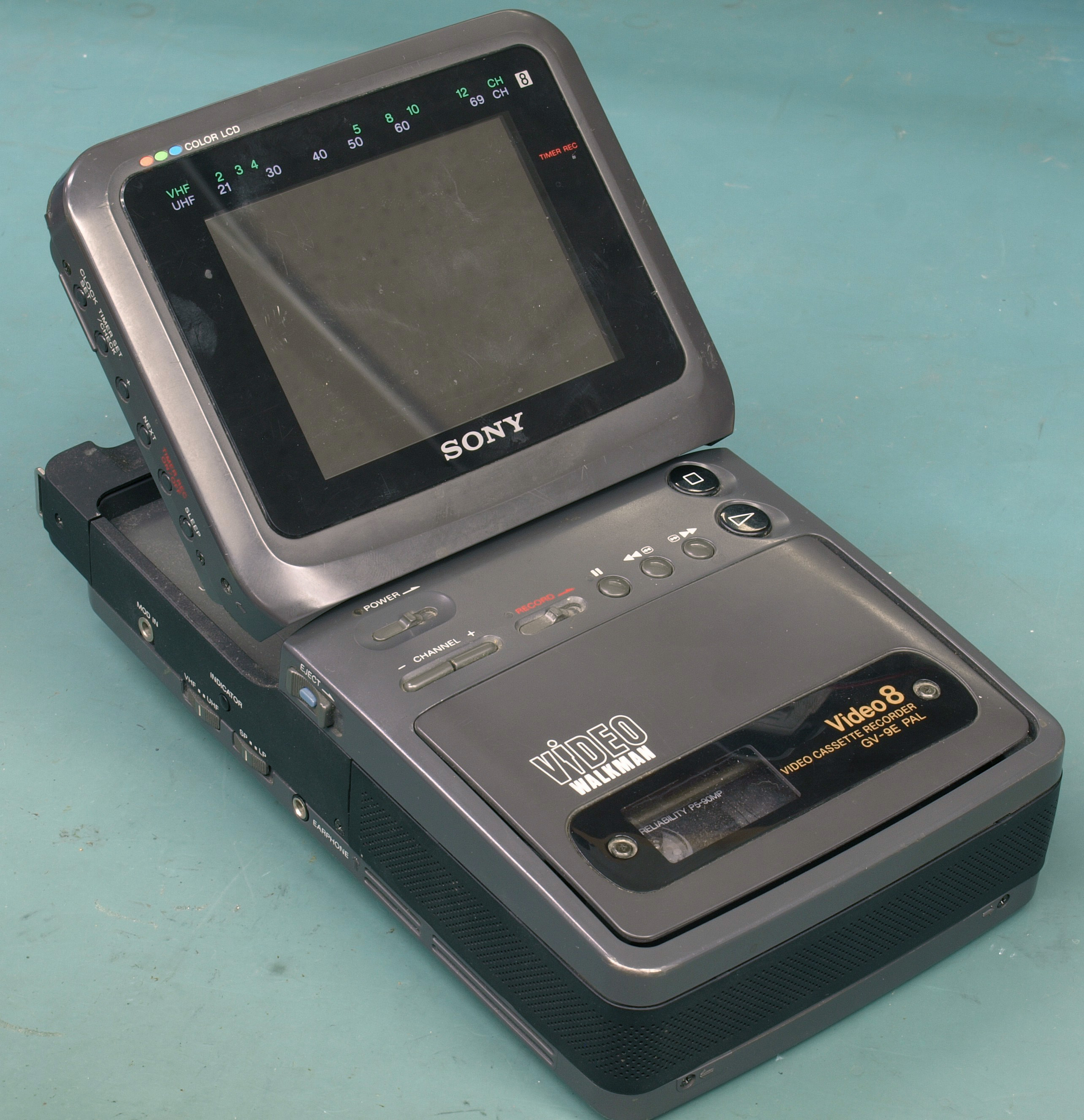
Sony Vídeo Walkman original de 1989

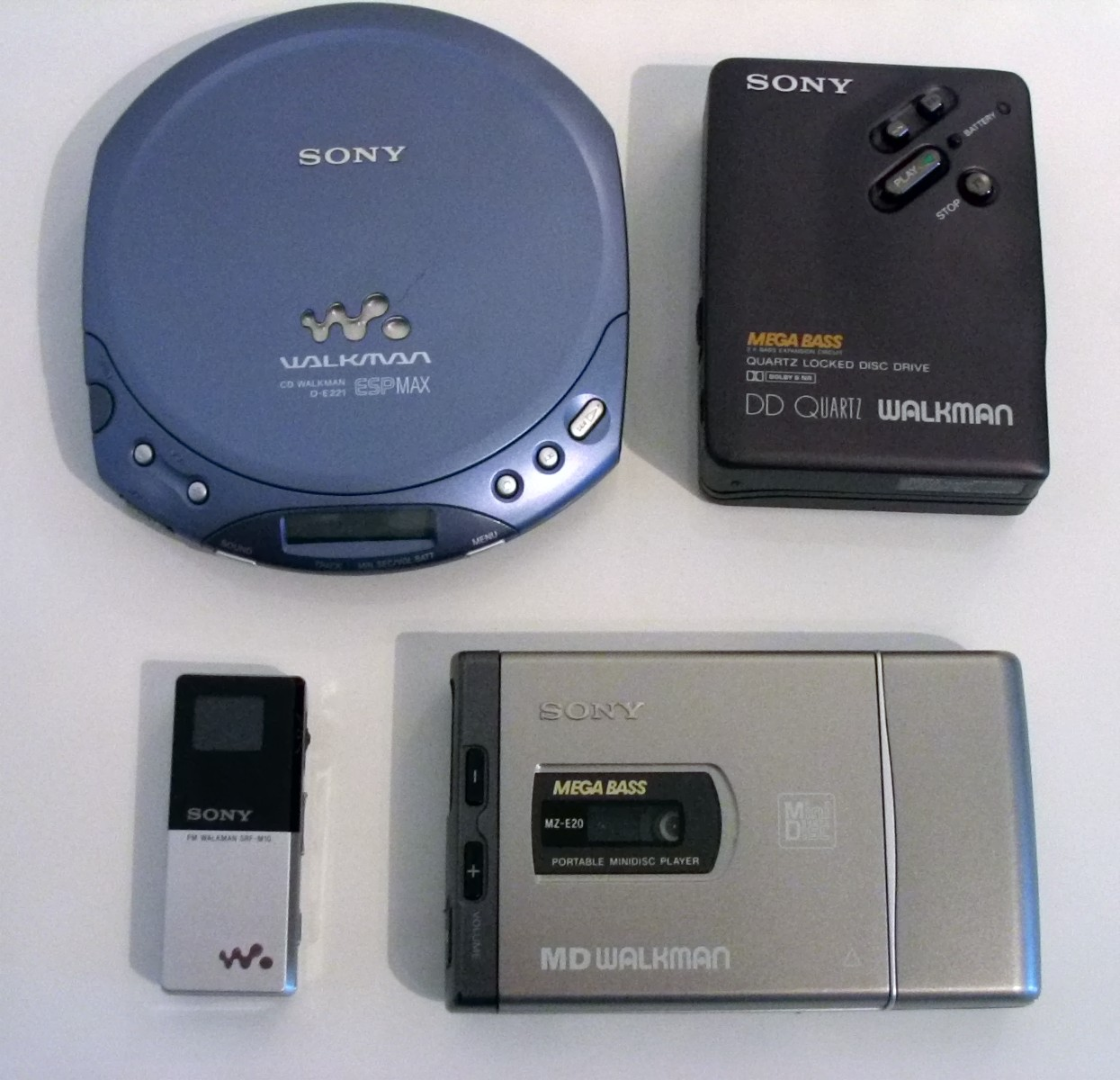
Alguns productes de la gamma Walkman (2006).

A partir del 2006, Sony ha llançat nous reproductors Walkman-Mp3 i han optat també per traslladar la marca Walkman als seus telèfons mòbils Sony Walkman, reproductors de música que es sincronitzen amb el Windows Media Player de Windows. No obstant els competidors en telefonia mòbil han desenvolupat alternatives a aquesta marca com la Sèrie XpressMusic de Nokia, la sèrie ROKR de Motorola i més encara recentment amb les versions DolbyPhone de LG I la Gamma Beat de Samsung així com algunes companyies menors que també han tret telèfons-mòbils dedicats a la música.

### Walkman MP3
El setembre del 2008, Sony va llançar la seva sèrie S que portaven moltes novetats respecte als seus anteriors models, com: eliminació del soroll en el seu models NWZ-S738F, el qual redueix fins a un 75% el soroll extern, millor reproducció de vídeo en comparació amb els models anteriors i Millora de baixos, funció incorporada en pràcticament tots els productes d'àudio de la marca. La sèrie S està disponible en tres capacitats: 4, 8 i 16 GB.
La sèrie W, reproductor llançat en el primer trimestre de 2009, és el primer reproductor tipus auriculars del mercat, ja que tot el sistema, la bateria i la memòria es troben en els auriculars. Aquest és el model esportiu de la marca i inclou el sistema Zappin, és un sistema que permet trobar ràpidament les cançons escoltant fragments d'aquestes, aquest sistema també es va incloure posteriorment en la nova sèrie B (NWZ-B140 / F). Aquest model està disponible en 2 GB de memòria i en 3 colors, rosa, taronja i negre.
La Sèrie X és el reproductor que Sony va llançar el juny del 2009 per la commemoració dels 30 anys del Walkman encara que ja no es fabricava. Aquest model, inclou una pantalla de 3 polzades OLED i és el primer reproductor Walkman amb pantalla tàctil, a més del sistema de cancel·lació de soroll i Wi-Fi. Aquest model ve en una carcassa negra amb acabat de granit i en dues capacitats: 16 i 32 GB.
Aquest model també permet la sincronització amb la biblioteca d'iTunes. És el primer reproductor que no és d'Apple en poder tenir ús parcial d'iTunes.
Un dels aspectes més destacats també en les seves últimes edicions és la gran autonomia de la bateria, per exemple, en la sèrie S reprodueix contínuament fins a 40 hores de música o 10 hores de vídeo i en la sèrie X, reprodueix fins a 33 o 60 hores de música i 12 hores de vídeo.
El 2011 van llançar al mercat la sèrie E que venia en tres capacitats 4,8,16 GB.
L'agost de 2012, després que Sony adquirís el 50% de les accions de Sony Mobile Communications AS, Sony va decidir posar al mercat la línia Walkman com una línia de productes estèreos personals i cessar la producció dels nous telèfons mòbils, però no va suspendre el suport tècnic als telèfons Walkman ja retirats del mercat.
Quan Sony encara era Sony Ericcson, es va incorporar un reproductor de música als seus dispositius anomenat Walkman, llançant fins i tot versions de mòbils amb el cognom Walkman en els quals es destacava la qualitat i la facilitat de reproduir música al dispositiu. Els últims smartphones de Sony, de la sèrie Xperia NXT (llançats a partir de l'agost de 2012 amb OS Android 4.0) inclouen una aplicació oficial de Sony "WALKMAN", que és el reproductor de música dels seus arxius personals incrustada en les funcions d'aquests smartphones i que inclouen les mateixes tecnologies de millora d'àudio, com ara Clear àudio, Megabass, XLoud, DSSE i equalitzador gràfic controlat per l'usuari.
Sony va mantenir a Walkman com a reproductor de música predeterminat dels seus Smartphones, fins que posteriorment s'anomenarà "Música", sent els principals canvis: La interfície adaptada a Material Design present a Android 5 Lollipop, retocs en l'experiència d'usuari, així com funcions per gestionar la biblioteca i crear llistes de reproducció, funcions de temporitzador, etc. El motiu de canvi de nom es deu al fet que, si bé durant molt de temps la marca Walkman ha estat associada a la música, les noves generacions d'usuaris ja no fan aquesta associació per no haver tingut contacte amb el Walkman original.